# Danny Rahim
Danny Rahim (n. Hammersmith Londres; 26 de marzo de 1986) es un actor británico, conocido por su papel de Mac Rendell en la serie Primeval: New World.

## Primeros años
Rahim nació en Hammersmith Londres, el 26 de marzo de 1986. Se graduó en la escuela The Manchester Metropolitan University School of Theatre en Mánchester.

## Carrera
Debutó en el año 2009, con un pequeño papel en un episodio en la serie Unforgiven y en un corto de televisión llamado Olives with Your Tea.
En el 2011, trabajo en la película Late Bloomers junto a William Hurt, Isabella Rossellini y Doreen Mantle y apareció en un episodio de EastEnders y en varios episodios de la serie Young James Herriot.
Fue elegido en 2012 como Mac Rendell en la serie de ciencia ficción Primeval: New World recientemente cancelada.

## Filmografía
| Título               | Año       | Papel       | Notas               |
| -------------------- | --------- | ----------- | ------------------- |
| Unforgiven           | 2009      | Reece       |                     |
| Olives with Your Tea | 2011      | Tom         | Corto de televisión |
| Late Bloomers        | 2011      | Leon        |                     |
| EastEnders           | 2011      | Harpreet    |                     |
| Young James Herriot  | 2011      | Harpreet    | 3 episodios         |
| Primeval: New World  | 2012-2013 | Mac Rendell | Papel principal     |
| Vera                 | 2013      | Nadim       | 1 episodio          |